# Weiße Wiese (Dortmund)
Die Weiße Wiese war der erste Sportplatz von Borussia Dortmund. Sie befand sich an der Wambeler Straße in unmittelbarer Nähe des Borsigplatzes und der Industrieanlagen der früheren Hoesch-Hüttenwerke im Dortmunder Norden. 
Ursprünglich war die Weiße Wiese ein städtischer Ballspielplatz mit Laufbahn und Sprunggrube. Die Tore bestanden zunächst nur aus Kanthölzern und Querlatten und wurden nach den Spielen stets abgebaut, da sonst die Gefahr bestand, dass diese gestohlen werden könnten. Der Name des Platzes entstand angeblich durch die von angrenzenden Pappeln im Frühjahr abgeworfenen weißen Blüten, die das Spielfeld in eine „Weiße Wiese“ verwandelten.
Da der Sportplatz den Verbandsvorschriften zum Aufstieg in die Bezirksklasse nicht genügte, musste der Verein im Sommer 1924 umfangreiche Baumaßnahmen tätigen. Neben der Errichtung einer 450 Meter langen und 1,80 Meter hohen Mauer und dem Bau der Umkleide- und Kassenhäuschen stand die Vollendung der Zuschauerwälle im Vordergrund. Insgesamt beliefen sich die Kosten des Umbaues auf 50.000 Reichsmark, nach Abschluss der Umbauarbeiten besaß das Stadion eine Kapazität von etwa 10.000 Plätzen. Der neue Borussia-Sportplatz wurde dem Verein vom damaligen Oberbürgermeister Ernst Eichhoff am 14. August 1924 übergeben.
Der Sportplatz hatte einem Freibad im neu errichteten Hoeschpark weichen sollen, welches als Freibad Stockheide jedoch erst 1951 errichtet wurde. Eine Gedenktafel erinnert dort an die historische Spielstätte. Als 1937 in den Kriegsvorbereitungen der Nationalsozialisten eine Expansion der Hoesch AG forciert wurde, musste der Verein das Gelände der Weißen Wiese wieder verlassen und in die südlich der Innenstadt gelegene Kampfbahn Rote Erde umziehen. 